# 1637
1637 (MDCXXXVII) var ett normalår som började en torsdag i den gregorianska kalendern och ett normalår som började en söndag i den julianska kalendern.

## Händelser

### Januari
- 1 januari – Spanjorerna förstör Nederländernas koloni vid Trinidad och Tobago.[1]

### Februari
- 7 februari – Svenskarna står i begrepp att storma Leipzig, som man belägrar, men då staden får förstärkningar försöker man istället locka dessa till strid. Detta misslyckas emellertid, och man drar sig därför tillbaka till Torgau, där man blir kvar till sommaren.

### Juni
- 18 juni–3 juli – Johan Banér drar tillbaka den svenska hären från Torgau till Pommern undan en hotande fientlig inringning.

### Juli
- 5 juli – Laurentius Paulinus Gothus blir vald till svensk ärkebiskop.

### November
- November – De båda fartygen Kalmare Nyckel och Fågel Grip utrustas av ett svensk-nederländskt konsortium samt avseglar mot nya världen under befäl av Peter Minuit.

### Januari
- Kejserliga trupper under Matthias Gallas erövrar Vorpommern och Mecklenburg från Sverige.
- Bergskollegium inrättas (med Axel Oxenstiernas svåger Carl Filipsson Bonde som förste chef). Det skall befrämja, samordna och övervaka den svenska bergsnäringen.
- Per Brahe d.y. blir generalguvernör över Storfurstendömet Finland med Åland och bägge Karelerna.
- Den franske arkitekten Simon de la Vallée anländer till Sverige.
- Den första allmänna svenska zigenarförordningen, Placat om Tatrarnes fördrifvande av landet, utfärdas. Enligt denna skall alla zigenare fördrivas före 8 november 1638. Därefter skall påträffade män hängas och kvinnor och barn landsförvisas.

## Födda
- 12 mars – Anne Hyde, prinsessa av England.
- Catarina Wentin, svensk (ursprungligen tysk) barnmorska.

## Avlidna
- 6 augusti – Ben Jonson, engelsk poet och dramatiker.
- 17 augusti – Johann Gerhard, tysk luthersk teolog.
- 29 september – Lorenzo Ruiz, filippinsk kristen martyr.
- 19 december – Christina av Lothringen, italiensk regent.

### Fotnoter
1. ↑  World Statesmen (läst 3 april 2011)